# Пагенштехер, Арнольд
Арно́льд Андре́ас Фри́дрих Па́генштехер (нем. Arnold Pagenstecher; 25 декабря 1837 — 11 сентября 1913) — немецкий врач и энтомолог, двоюродный брат Александра Пагенштехера.

## Биография
Родился 25 декабря 1837 года в Дилленбурге. Получил медицинское образование в университетах Вюрцбурга, Берлина и Утрехта. Работал ассистентом двоюродного брата Александра в офтальмологической клиники, Висбаден.
В 1863 году стал работать врачом общей практики в Висбадене, специализировался на отологии. В 1876 году стал санитарным врачом (нем. Sanitätsrat), в 1896 году — тайным медицинским советником.
Известен исследованиями видов чешуекрылых в Юго-Восточной Азии. В трактате «Die geographische Verbreitung der Schmetterlinge» рассмотрел вопрос географического распределения чешуекрылых. Автор работ о семействе Складокрылки и подсемейства Либитеины.
С 1882 по 1913 годы был директором Музей Висбадена. Описал вид Anomis grisea (1907).